# Römisches Ghetto

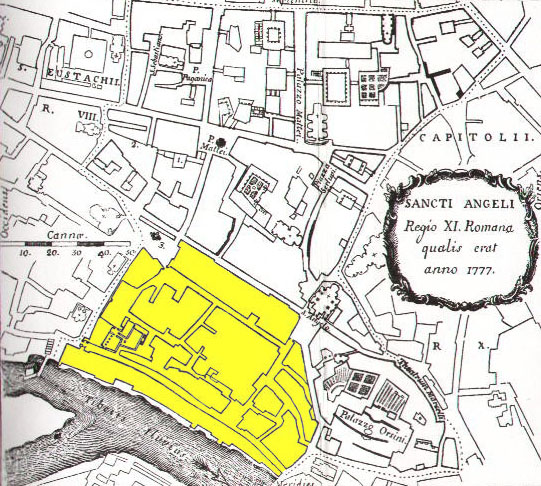
Karte des Rione Sant’Angelo von Monaldini, 1777; der Bereich des Ghettos ist gelb koloriert

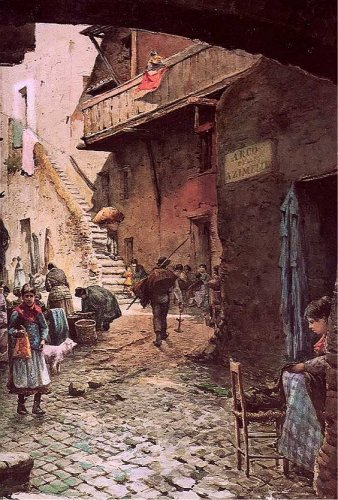
Das Römische Ghetto in einem Bild von E. Roesler-Franz, um 1880

Das römische Ghetto war ein abgeschlossener Bereich in Rom, in dem die Juden der Stadt seit 1555 zu wohnen verpflichtet waren.

## Geschichte
Bereits seit vorchristlicher Zeit gab es eine jüdische Gemeinde in Rom. Das Gebiet, in dem die meisten Juden wohnten, befand sich am linken Ufer des Tibers, etwa zwischen dem Kapitol, der Tiberinsel und dem Largo Argentina.
Papst Paul III. erkannte die in der Nachfolge des Alhambra-Edikts aus Portugal geflohenen Sepharden und in den Kirchenstaat eingewanderten Juden offiziell als Universitas hebraeorum portugallensum an und gewährte ihnen Wohnrecht in Rom und Ancona, ebenso wie schon vorher den eingewanderten Levantinern und den 1541 aus Neapel vertriebenen Juden. Ein eigener umgrenzter Wohnbereich für die Juden, das Ghetto (benannt nach Venedigs gleichnamigem Stadtteil), wurde 1555 aufgrund der Bulle Cum nimis absurdum von Papst Paul IV. eingerichtet. Hohe Mauern mit zunächst nur zwei Toren, die nachts verschlossen wurden, wurden um das Gebiet am Tiberufer gezogen. Die Mauern wurden unter Leitung des Architekten Giovanni Sallustio Peruzzi errichtet und kostete 300 römische Scudi, die von der jüdischen Gemeinde aufgebracht werden mussten.
Die Mauer begann am Ponte Fabricio, führte über den Portikus der Octavia, über die Via del Portico d’Ottavia zur Piazza Giudea und verlief dann entlang des Vicolo Cenci bis zum Tiber. Der Bereich, der häufig vom Hochwasser des Tibers überflutet wurde, war rund drei Hektar groß und schon zur Zeit von Sixtus V. mit 3.500 Einwohnern hoffnungslos überbevölkert.
Mit der wachsenden Zahl der Einwohner wurde das Ghetto nach und nach erweitert, die Zahl der Tore nahm zu, unter Sixtus V. waren es fünf, im 19. Jahrhundert neun Tore. Anfang des 19. Jahrhunderts hatte das Ghetto ungefähr 10.000 Einwohner und war damit eines der größten Europas.
Aufgelöst wurde es im Jahr 1870 als letztes der westeuropäischen Ghettos, als gegen den Kirchenstaat kämpfende italienische Truppen im Zuge des Risorgimento Rom besetzten. Das Gebäude, in dem sich die fünf Scole (Synagogen) des Ghetto befanden, wurde dabei zerstört.